# Turismo no Ceará

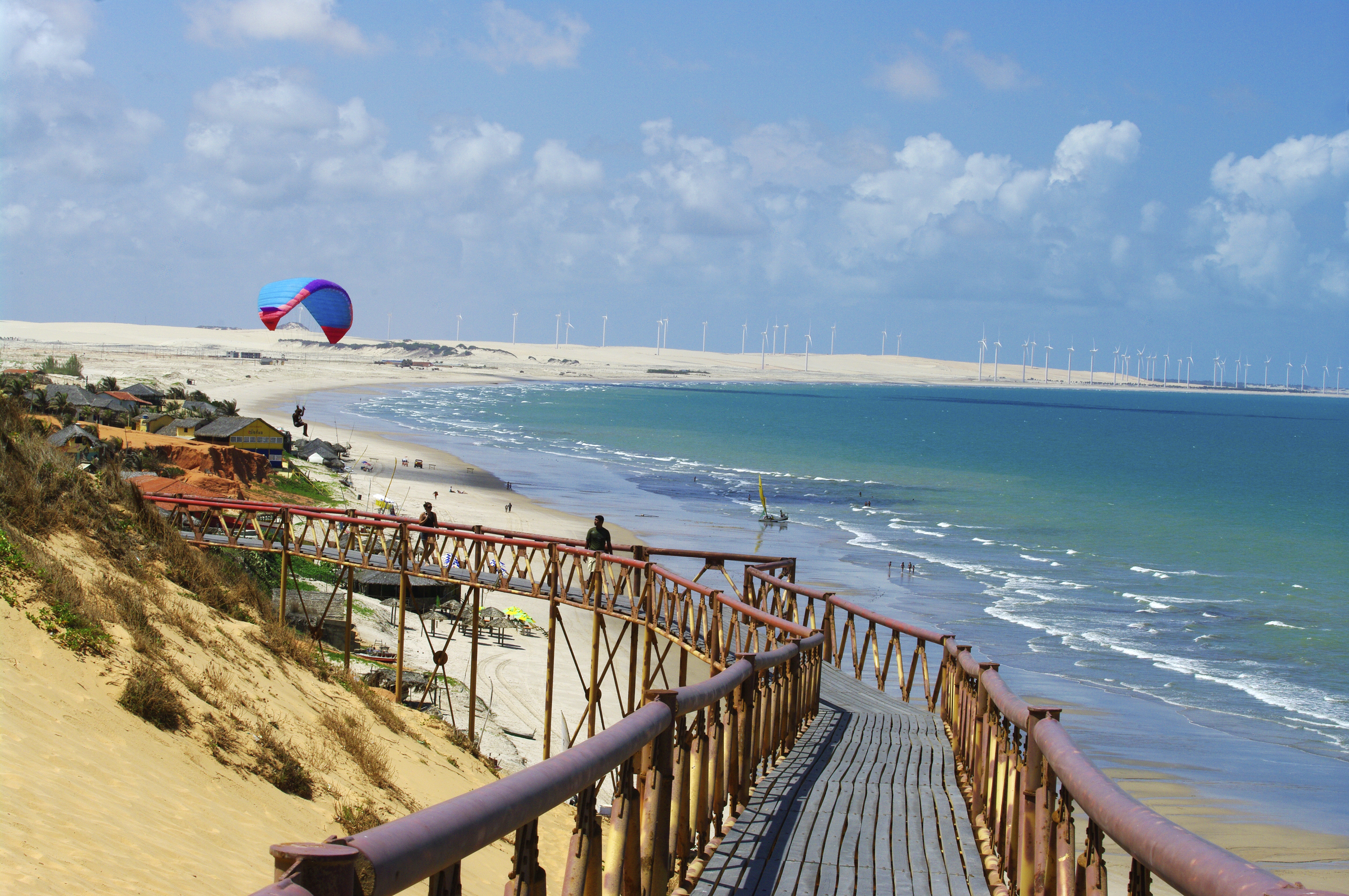
Aracati, um dos municípios cearenses com maior apelo turístico.

O Ceará é um dos estados com maior faixa litorânea, e vem dessa grande extensão boa parte de sua fama turística. As praias de maior destaque são: Jericoacoara (incluindo Lagoa Azul e Lagoa do Paraíso), Praia do Futuro, Canoa Quebrada, Cumbuco, Praia de Flecheiras, Praia de Morro Branco, Praia de Ponta Grossa, Praia de Tatajuba, Lagoinha, Porto das Dunas, na qual está o Beach Park, um dos maiores parques temáticos da América Latina, dentre outras.

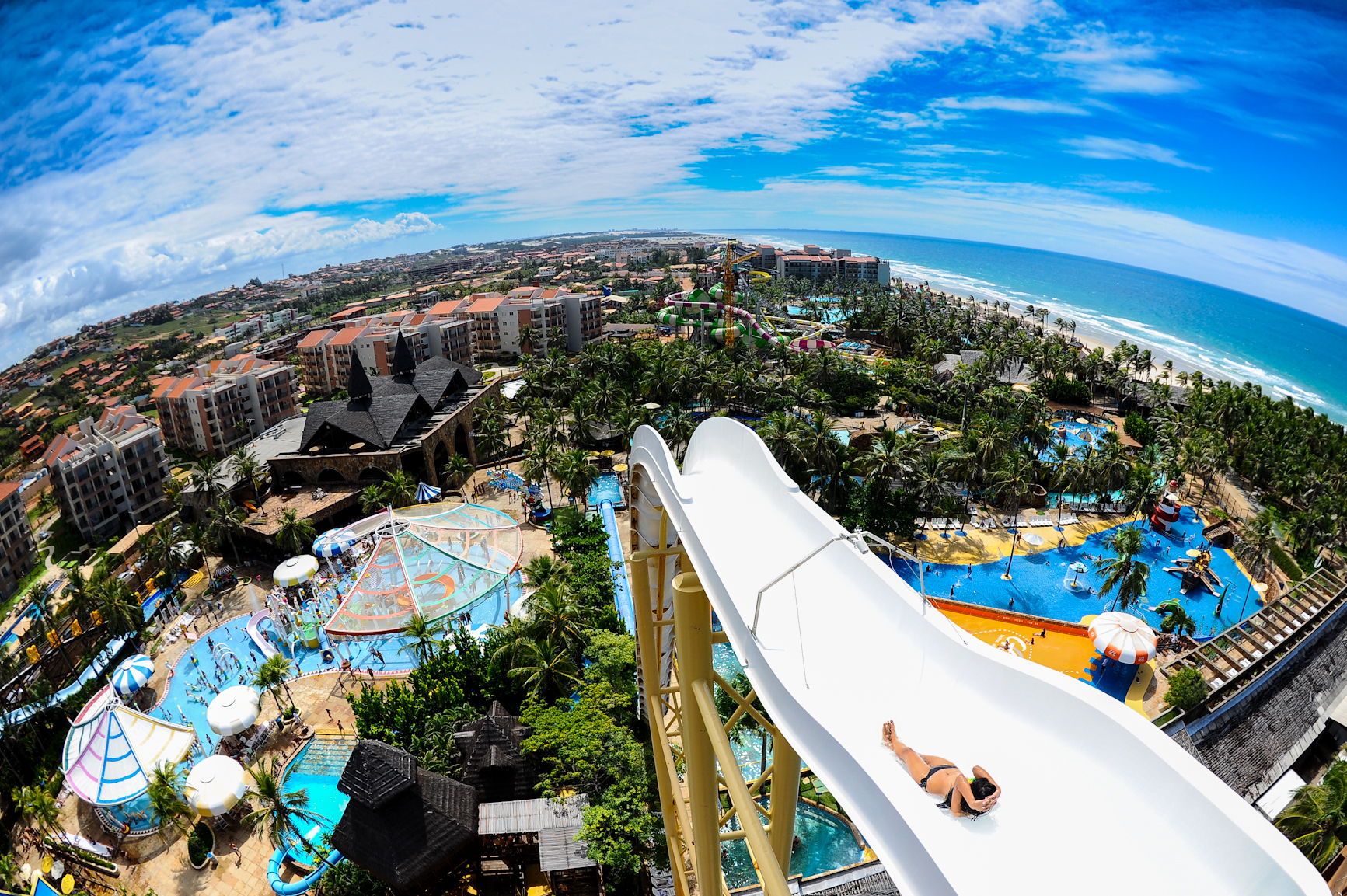
Beach Park, o maior parque aquático da América Latina.

Alguns dos espaços culturais importantes do estado são: Casa de José de Alencar (que abriga o Museu da Renda, o Museu da Antropologia, a Pinacoteca Floriano Teixeira e a Biblioteca Braga Montenegro), Museu da Imagem e do Som do Ceará, Museu do Ceará, Theatro José de Alencar, um dos mais importantes exemplos da arquitetura art nouveau no Brasil, Centro Dragão do Mar de Arte e Cultura, que abriga, dentre outras instalações, o Museu de Arte Contemporânea do Ceará e o Museu da Cultura Cearense, Museu Sacro São José de Ribamar e Museu Dom José  ambos importantes museus de arte sacra do Brasil, Museu da Cachaça, dentre outros, e os centros históricos da cidades de Sobral, Icó, Aracati e Viçosa do Ceará, tombados como patrimônio nacional pelo IPHAN.
Outras atrações destacáveis são: Arquivo Público do Estado do Ceará, Biblioteca Pública Governador Menezes Pimentel, Casa de Juvenal Galeno, Centro Cultural Bom Jardim, Centro Dragão do Mar de Arte e Cultura, Escola de Artes e Ofícios Thomaz Pompeu Sobrinho, Sobrado do Doutor José Lourenço, Academia Cearense de Letras, Instituto do Ceará, Instituto Cultural do Cariri, Museu dos Inhamuns, Academia Sobralense de Estudos e Letras.